# Apamea vicaria
Apamea vicaria là một loài bướm đêm trong họ Noctuidae.